# William Henry Sheppard

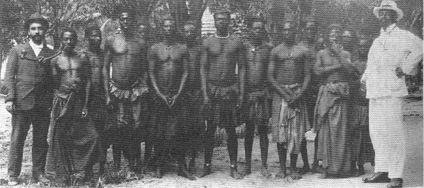
William Henry Sheppard, till höger

William Henry Sheppard, född 8 mars 1865 i Waynesboro, Virginia i USA, död 25 november 1927 i Louisville, Kentucky i USA, var en amerikansk missionär för den presbyterianska kyrkan. 
William Henry Sheppard föddes som son till frisören William Henry Sheppard den äldre och Fannie Frances Sheppard, vilka frigivits från slaveri en månad före slutet av Amerikanska inbördeskriget. Vid tolv års ålder blev William Junior stallbetjänt för två år hos en vit familj. Han arbetade därefter som kypare och genomgick på kvällstid den nyligen grundade Hampton Institute, där Booker T. Washington var en av hans lärare. Efter examen där studerade han på Tuscaloosa Theological Institute (numera Stillman College) i Alabama. Han prästvigdes 1888 och blev präst i en kyrka i Atlanta, Georgia.
Sheppard kom till Kongo omkring 1890. Han tillbringade 20 år i Afrika, framför allt i Kongofristaten, och han är mest känd för att ha publicerat material om de folkmord som den belgiska Force Publique under Leopold II:s regim utförde där mot invånarna i Kungariket Kuba och andra kongolesiska etniska grupper.
År 1891 började Sheppard arbeta med den presbyterianske missionären William McCutchan Morrison (1867–1918). De rapporterade om brott de såg och grundade senare Congo Reform Association tillsammans med Roger Casement, en de första humanitära organisationerna i världen. Efter att ha gjort sig bekant med språk och kultur tog Sheppard med sig en grupp män in över gränsen till Kungariket Kuba 1892, där han arresterades av prinsen N'toinzide för olaglig närvaro. Kung Kot aMweeky tog honom dock under sitt beskydd och Sheppard kunde samla in artefakter och till slut få tillåtelse att senare grunda en presbyteriansk mission.
I januari 1908 publicerade Sheppard en rapport om koloniala övergrepp i American Presbyterian Congo Missions tidning, varefter han och William Morrison stämdes för förtal av Compagnie de Kasai, ett stort belgiskt gummiföretag. Han frikändes på tekniska grunder. Sheppards verksamhet bidrog till den samtida debatten om europeisk kolonialism och imperialism i Afrika. 
Under sin tid i Kongo 1890–1910 samlade Sheppard en ansenlig kollektion av konst från Kuba, vilka han donerade till Hampton University, och vilka nu finns på Hampton University Museum.